# Kurt Bühligen
Kurt Bühligen (* 13. Dezember 1917 in Granschütz; † 11. August 1985 in Nidda) war ein deutscher Jagdflieger im Zweiten Weltkrieg.

## Leben
Nach Beendigung einer Schlosserlehre meldete sich Bühligen 1936 freiwillig zur Luftwaffe, wo er zunächst als Mechaniker ausgebildet wurde. 1938 meldete er sich zur Pilotenausbildung nach dessen Beendigung er zum Jagdgeschwader 2 „Richthofen“ versetzt wurde. Nach acht Luftsiegen erhielt er am 29. Oktober 1940 das Eiserne Kreuz I. Klasse und am 4. September 1941 das Ritterkreuz des Eisernen Kreuzes als Oberfeldwebel.
Im Dezember 1942 wurde Bühligen mit der II. Gruppe des JG 2 nach Nordafrika verlegt, wo er bis zum März 1943 blieb. Inzwischen war er zum Major (Kr.O.) aufgestiegen. Im April 1943 wurde er zum Kommandeur der II. Gruppe des JG 2 ernannt. Am 2. März 1944 erhielt er das Eichenlaub zum Ritterkreuz des Eisernen Kreuzes (413. Verleihung). Am 28. April 1944 übernahm er als Nachfolger von Major Kurt Ubben die Führung des JG 2. Kurze Zeit später erfolgte die Beförderung zum Oberstleutnant. Am 14. August 1944 erhielt er die Schwerter zum Ritterkreuz des Eisernen Kreuzes mit Eichenlaub (88. Verleihung). Nach seiner Verlegung zur Ostfront musste er aufgrund einer Motorstörung hinter den sowjetischen Linien notlanden. Er geriet in sowjetische Kriegsgefangenschaft, aus der er 1950 entlassen wurde.
Bühligen erzielte insgesamt 112 bestätigte Luftsiege.